# Liste des titres musicaux numéro un en France en 2008
Cette page liste les titres numéro un dans les meilleures ventes de disques en France pour l'année 2008 selon le SNEP. Ils sont issus des classements suivants : les 100 meilleures ventes de singles, les 50 meilleures téléchargements de singles, les 200 meilleures ventes d'albums et les 50 meilleures téléchargements d'albums

## Classement des singles
| Semaine | Date         | Physique                          | Physique                                           | Numérique                                       | Numérique                   |
| Semaine | Date         | Artiste                           | Titre                                              | Artiste                                         | Titre                       |
| ------- | ------------ | --------------------------------- | -------------------------------------------------- | ----------------------------------------------- | --------------------------- |
| 1       | 5 janvier    | Fatal Bazooka featuring Yelle     | Parle à ma main                                    | Yael Naim                                       | New Soul                    |
| 2       | 12 janvier   | Fatal Bazooka featuring Yelle     | Parle à ma main                                    | Yael Naim                                       | New Soul                    |
| 3       | 19 janvier   | Fatal Bazooka featuring Yelle     | Parle à ma main                                    | Yael Naim                                       | New Soul                    |
| 4       | 26 janvier   | Sheryfa Luna                      | Il avait les mots                                  | Yael Naim                                       | New Soul                    |
| 5       | 2 février    | Sheryfa Luna                      | Il avait les mots                                  | Yael Naim                                       | New Soul                    |
| 6       | 9 février    | Sheryfa Luna                      | Il avait les mots                                  | Yael Naim                                       | New Soul                    |
| 7       | 16 février   | Sheryfa Luna                      | Il avait les mots                                  | Yael Naim                                       | New Soul                    |
| 8       | 23 février   | Sheryfa Luna                      | Il avait les mots                                  | Yael Naim                                       | New Soul                    |
| 9       | 1er mars     | Sheryfa Luna                      | Il avait les mots                                  | Yael Naim                                       | New Soul                    |
| 10      | 8 mars       | Sheryfa Luna                      | Il avait les mots                                  | Yael Naim                                       | New Soul                    |
| 11      | 15 mars      | Sheryfa Luna                      | Il avait les mots                                  | Yael Naim                                       | New Soul                    |
| 12      | 22 mars      | Leona Lewis                       | Bleeding Love                                      | Jeff Buckley                                    | Hallelujah                  |
| 13      | 29 mars      | M. Pokora                         | Dangerous                                          | Madonna & Justin Timberlake featuring Timbaland | 4 Minutes                   |
| 14      | 5 avril      | Laurent Wolf                      | No Stress                                          | Duffy                                           | Mercy                       |
| 15      | 12 avril     | Ch'ti DJ                          | Hé, biloute ! Monte l'son ! Hein !                 | Duffy                                           | Mercy                       |
| 16      | 19 avril     | Enrique Iglesias featuring Nâdiya | Tired of Being Sorry (Laisse le destin l'emporter) | Madonna & Justin Timberlake featuring Timbaland | 4 Minutes                   |
| 17      | 26 avril     | Enrique Iglesias featuring Nâdiya | Tired of Being Sorry (Laisse le destin l'emporter) | Madonna & Justin Timberlake featuring Timbaland | 4 Minutes                   |
| 18      | 3 mai        | Enrique Iglesias featuring Nâdiya | Tired of Being Sorry (Laisse le destin l'emporter) | Madonna & Justin Timberlake featuring Timbaland | 4 Minutes                   |
| 19      | 10 mai       | Enrique Iglesias featuring Nâdiya | Tired of Being Sorry (Laisse le destin l'emporter) | Madonna & Justin Timberlake featuring Timbaland | 4 Minutes                   |
| 20      | 17 mai       | Enrique Iglesias featuring Nâdiya | Tired of Being Sorry (Laisse le destin l'emporter) | Estelle featuring Kanye West                    | American Boy                |
| 21      | 24 mai       | Enrique Iglesias featuring Nâdiya | Tired of Being Sorry (Laisse le destin l'emporter) | Estelle featuring Kanye West                    | American Boy                |
| 22      | 31 mai       | Enrique Iglesias featuring Nâdiya | Tired of Being Sorry (Laisse le destin l'emporter) | Estelle featuring Kanye West                    | American Boy                |
| 23      | 7 juin       | Enrique Iglesias featuring Nâdiya | Tired of Being Sorry (Laisse le destin l'emporter) | Estelle featuring Kanye West                    | American Boy                |
| 24      | 14 juin      | Enrique Iglesias featuring Nâdiya | Tired of Being Sorry (Laisse le destin l'emporter) | Estelle featuring Kanye West                    | American Boy                |
| 25      | 21 juin      | Enrique Iglesias featuring Nâdiya | Tired of Being Sorry (Laisse le destin l'emporter) | Mylène Farmer                                   | Dégénération                |
| 26      | 28 juin      | Enrique Iglesias featuring Nâdiya | Tired of Being Sorry (Laisse le destin l'emporter) | Estelle featuring Kanye West                    | American Boy                |
| 27      | 5 juillet    | William Baldé                     | Rayon de soleil                                    | Quentin Mosimann                                | Cherchez le garçon          |
| 28      | 12 juillet   | William Baldé                     | Rayon de soleil                                    | Estelle featuring Kanye West                    | American Boy                |
| 29      | 19 juillet   | William Baldé                     | Rayon de soleil                                    | Estelle featuring Kanye West                    | American Boy                |
| 30      | 26 juillet   | William Baldé                     | Rayon de soleil                                    | Estelle featuring Kanye West                    | American Boy                |
| 31      | 2 août       | William Baldé                     | Rayon de soleil                                    | Estelle featuring Kanye West                    | American Boy                |
| 32      | 9 août       | William Baldé                     | Rayon de soleil                                    | Madcon                                          | Beggin'                     |
| 33      | 16 août      | William Baldé                     | Rayon de soleil                                    | Katy Perry                                      | I Kissed a Girl             |
| 34      | 23 août      | Mylène Farmer                     | Dégénération                                       | Madcon                                          | Beggin'                     |
| 35      | 30 août      | William Baldé                     | Rayon de soleil                                    | Madcon                                          | Beggin'                     |
| 36      | 6 septembre  | William Baldé                     | Rayon de soleil                                    | Madcon                                          | Beggin'                     |
| 37      | 13 septembre | Madcon                            | Beggin'                                            | Madcon                                          | Beggin'                     |
| 38      | 20 septembre | Madcon                            | Beggin'                                            | Madcon                                          | Beggin'                     |
| 39      | 27 septembre | Madcon                            | Beggin'                                            | Grégoire                                        | Toi + Moi                   |
| 40      | 4 octobre    | Madcon                            | Beggin'                                            | Madcon                                          | Beggin'                     |
| 41      | 11 octobre   | Madcon                            | Beggin'                                            | Madcon                                          | Beggin'                     |
| 42      | 18 octobre   | Madcon                            | Beggin'                                            | Guru Josh Project                               | Infinity 2008 (Klaas remix) |
| 43      | 25 octobre   | Madcon                            | Beggin'                                            | Grégoire                                        | Toi + Moi                   |
| 44      | 1er novembre | Guru Josh Project                 | Infinity 2008 (Klaas remix)                        | Grégoire                                        | Toi + Moi                   |
| 45      | 8 novembre   | Mylène Farmer                     | Appelle mon numéro                                 | Grégoire                                        | Toi + Moi                   |
| 46      | 15 novembre  | Johnny Hallyday                   | Ça n'finira jamais                                 | Grégoire                                        | Toi + Moi                   |
| 47      | 22 novembre  | Johnny Hallyday                   | Ça n'finira jamais                                 | Grégoire                                        | Toi + Moi                   |
| 48      | 29 novembre  | Guru Josh Project                 | Infinity 2008 (Klaas remix)                        | Britney Spears                                  | Womanizer                   |
| 49      | 6 décembre   | Patrick Sébastien                 | Ah, si tu pouvais fermer ta gueule...              | Britney Spears                                  | Womanizer                   |
| 50      | 13 décembre  | Britney Spears                    | Womanizer                                          | Britney Spears                                  | Womanizer                   |
| 51      | 20 décembre  | Britney Spears                    | Womanizer                                          | Britney Spears                                  | Womanizer                   |
| 52      | 27 décembre  | Britney Spears                    | Womanizer                                          | Jason Mraz                                      | I'm Yours                   |

## Classement des albums
| Semaine | Date         | Physique           | Physique                                  | Digital             | Digital                                   |
| Semaine | Date         | Artiste            | Titre                                     | Artiste             | Titre                                     |
| ------- | ------------ | ------------------ | ----------------------------------------- | ------------------- | ----------------------------------------- |
| 1       | 5 janvier    | Radiohead          | In Rainbows                               | Radiohead           | In Rainbows                               |
| 2       | 12 janvier   | Radiohead          | In Rainbows                               | The Dø              | A Mouthful                                |
| 3       | 19 janvier   | The Dø             | A Mouthful                                | Bernard Lavilliers  | Samedi soir à Beyrouth                    |
| 4       | 26 janvier   | Bernard Lavilliers | Samedi soir à Beyrouth                    | Cat Power           | Jukebox                                   |
| 5       | 2 février    | Bernard Lavilliers | Samedi soir à Beyrouth                    | Jack Johnson        | Sleep Through the Static                  |
| 6       | 9 février    | Cali               | L'Espoir                                  | Michael Jackson     | Thriller 25                               |
| 7       | 16 février   | Michael Jackson    | Thriller 25                               | Michael Jackson     | Thriller 25                               |
| 8       | 23 février   | Michael Jackson    | Thriller 25                               | Divers artistes     | Paris (Bande originale du film)           |
| 9       | 1er mars     | Michael Jackson    | Thriller 25                               | Les Enfoirés        | Les Secrets des Enfoirés                  |
| 10      | 8 mars       | Les Enfoirés       | Les Secrets des Enfoirés                  | Les Enfoirés        | Les Secrets des Enfoirés                  |
| 11      | 15 mars      | Les Enfoirés       | Les Secrets des Enfoirés                  | Raphael             | Je sais que la terre est plate            |
| 12      | 22 mars      | Raphael            | Je sais que la terre est plate            | Alain Bashung       | Bleu pétrole                              |
| 13      | 29 mars      | Alain Bashung      | Bleu pétrole                              | Francis Cabrel      | Des roses et des orties                   |
| 14      | 5 avril      | Francis Cabrel     | Des roses et des orties                   | Camille             | Music Hole                                |
| 15      | 12 avril     | Francis Cabrel     | Des roses et des orties                   | Francis Cabrel      | Des roses et des orties                   |
| 16      | 19 avril     | Francis Cabrel     | Des roses et des orties                   | Madonna             | Hard Candy                                |
| 17      | 26 avril     | Madonna            | Hard Candy                                | Madonna             | Hard Candy                                |
| 18      | 3 mai        | Madonna            | Hard Candy                                | Madonna             | Hard Candy                                |
| 19      | 10 mai       | Madonna            | Hard Candy                                | Amy Winehouse       | Frank                                     |
| 20      | 17 mai       | Sefyu              | Suis-je le gardien de mon frère ?         | Maxime Le Forestier | Restons amants                            |
| 21      | 24 mai       | Francis Cabrel     | Des roses et des orties                   | Psy 4 de la rime    | Les Cités d'or                            |
| 22      | 31 mai       | Psy 4 de la rime   | Les Cités d'or                            | Alanis Morissette   | Flavors of Entanglement                   |
| 23      | 7 juin       | Francis Cabrel     | Des roses et des orties                   | N.E.R.D             | Seeing Sounds                             |
| 24      | 14 juin      | Francis Cabrel     | Des roses et des orties                   | Coldplay            | Viva la Vida or Death and All His Friends |
| 25      | 21 juin      | Coldplay           | Viva la Vida or Death and All His Friends | Coldplay            | Viva la Vida or Death and All His Friends |
| 26      | 28 juin      | Coldplay           | Viva la Vida or Death and All His Friends | Coldplay            | Viva la Vida or Death and All His Friends |
| 27      | 5 juillet    | Coldplay           | Viva la Vida or Death and All His Friends | Coldplay            | Viva la Vida or Death and All His Friends |
| 28      | 12 juillet   | Coldplay           | Viva la Vida or Death and All His Friends | Coldplay            | Viva la Vida or Death and All His Friends |
| 29      | 19 juillet   | Carla Bruni        | Comme si de rien n'était                  | Carla Bruni         | Comme si de rien n'était                  |
| 30      | 26 juillet   | Coldplay           | Viva la Vida or Death and All His Friends | Coldplay            | Viva la Vida or Death and All His Friends |
| 31      | 2 août       | Coldplay           | Viva la Vida or Death and All His Friends | Coldplay            | Viva la Vida or Death and All His Friends |
| 32      | 9 août       | Coldplay           | Viva la Vida or Death and All His Friends | Coldplay            | Viva la Vida or Death and All His Friends |
| 33      | 16 août      | Coldplay           | Viva la Vida or Death and All His Friends | Coldplay            | Viva la Vida or Death and All His Friends |
| 34      | 23 août      | Coldplay           | Viva la Vida or Death and All His Friends | Mylène Farmer       | Point de Suture                           |
| 35      | 30 août      | Mylène Farmer      | Point de Suture                           | Mylène Farmer       | Point de Suture                           |
| 36      | 6 septembre  | Tryo               | Ce que l'on sème                          | Keziah Jones        | Nigerian Wood                             |
| 37      | 13 septembre | Metallica          | Death Magnetic                            | Coldplay            | Viva la Vida or Death and All His Friends |
| 38      | 20 septembre | Julien Clerc       | Où s'en vont les avions ?                 | Julien Clerc        | Où s'en vont les avions ?                 |
| 39      | 27 septembre | Julien Clerc       | Où s'en vont les avions ?                 | Grégoire            | Toi + Moi                                 |
| 40      | 4 octobre    | Christophe Maé     | Comme à la maison                         | Ayọ                 | Gravity At Last                           |
| 41      | 11 octobre   | Ayọ                | Gravity At Last                           | Oasis               | Dig Out Your Soul                         |
| 42      | 18 octobre   | Bénabar            | Infréquentable                            | Bénabar             | Infréquentable                            |
| 43      | 25 octobre   | AC/DC              | Black Ice                                 | Bénabar             | Infréquentable                            |
| 44      | 1er novembre | Johnny Hallyday    | Ça ne finira jamais                       | P!nk                | Funhouse                                  |
| 45      | 8 novembre   | Johnny Hallyday    | Ça ne finira jamais                       | Vincent Delerm      | Quinze Chansons                           |
| 46      | 15 novembre  | Christophe Maé     | Comme à la maison                         | Enya                | And Winter Came...                        |
| 47      | 22 novembre  | Seal               | Soul                                      | Seal                | Soul                                      |
| 48      | 29 novembre  | Seal               | Soul                                      | Seal                | Soul                                      |
| 49      | 6 décembre   | Alain Souchon      | Écoutez d'où ma peine vient               | Alain Souchon       | Écoutez d'où ma peine vient               |
| 50      | 13 décembre  | Seal               | Soul                                      | Seal                | Soul                                      |
| 51      | 20 décembre  | Seal               | Soul                                      | Seal                | Soul                                      |
| 52      | 27 décembre  | Seal               | Soul                                      | Seal                | Soul                                      |

## Les dix meilleures ventes
Voici les singles, et albums , les plus vendus en France pour l'année 2008.

### Singles
| №  | Physique                           | Physique                                             | Digital                            | Digital          |
| №  | Artiste                            | Titre                                                | Artiste                            | Titre            |
| -- | ---------------------------------- | ---------------------------------------------------- | ---------------------------------- | ---------------- |
| 1  | Enrique Iglesias featuring Nâdiya  | Tired of Being Sorry (Laisse le destin l'emporter)   | Grégoire                           | Toi + Moi        |
| 2  | William Baldé                      | Rayon de soleil                                      | Madcon                             | Beggin'          |
| 3  | Sheryfa Luna                       | Il avait les mots                                    | Estelle featuring Kanye West       | American Boy     |
| 4  | Madcon                             | Beggin'                                              | Amy Macdonald                      | This Is the Life |
| 5  | Laurent Wolf featuring Eric Carter | No Stress                                            | Laurent Wolf featuring Eric Carter | No Stress        |
| 6  | David Tavaré featuring 2 Eivissa   | Hot Summer Night (Oh La La La)                       | Coldplay                           | Viva la Vida     |
| 7  | Duffy                              | Mercy                                                | Duffy                              | Mercy            |
| 8  | Fatal Bazooka featuring Yelle      | Parle à ma main                                      | Katy Perry                         | I Kissed a Girl  |
| 9  | Mondotek                           | Alive! (PH Electro remix)                            | Yael Naim                          | New Soul         |
| 10 | Magic System                       | Zouglou Dance (Joie de vivre) (Junior Caldera remix) | Jeff Buckley                       | Hallelujah       |

### Albums
| №  | Physique        | Physique                                  | Digital        | Digital                                   |
| №  | Artiste         | Titre                                     | Artiste        | Titre                                     |
| -- | --------------- | ----------------------------------------- | -------------- | ----------------------------------------- |
| 1  | Francis Cabrel  | Des roses et des orties                   | Coldplay       | Viva la Vida or Death and All His Friends |
| 2  | Seal            | Soul                                      | Duffy          | Rockferry                                 |
| 3  | Christophe Maé  | Mon paradis                               | Francis Cabrel | Des roses et des orties                   |
| 4  | Les Enfoirés    | Les Secrets des Enfoirés                  | Amy Winehouse  | Back to Black                             |
| 5  | Coldplay        | Viva la Vida or Death and All His Friends | Renan Luce     | Repenti                                   |
| 6  | Duffy           | Rockferry                                 | Seal           | Soul                                      |
| 7  | Amy Winehouse   | Back to Black                             | Mylène Farmer  | Point de Suture                           |
| 8  | AC/DC           | Black Ice                                 | Madonna        | Hard Candy                                |
| 9  | Johnny Hallyday | Ça ne finira jamais                       | Amy Macdonald  | This Is the Life                          |
| 10 | Christophe Maé  | Comme à la maison                         | Alain Bashung  | Bleu pétrole                              |